# (5704) Schumacher
(5704) Schumacher est un astéroïde de la ceinture principale extérieure découvert le 17 février 1950 par l'astronome allemand Karl Wilhelm Reinmuth.
Il tire son nom de l'astronome et géodésien allemand Heinrich Christian Schumacher qui a notamment fondé l'Astronomische Nachrichten.

## Historique
Le lieu de découverte, par l'astronome allemand Karl Wilhelm Reinmuth, est Heidelberg (024).
Sa désignation provisoire, lors de sa découverte le 17 février 1950, était 1950 DE.

## Caractéristiques
Sa distance minimale d'intersection de l'orbite terrestre est de 1,869 610 ua.